# Alejandra Meza
Alejandra Meza (ur. 18 lipca 1978) – meksykańska lekkoatletka specjalizująca się w skoku o tyczce.

## Osiągnięcia
- medale mistrzostw Ameryki Środkowej i Karaibów
- wielokrotna mistrzyni i rekordzistka kraju

## Rekordy życiowe
- skok o tyczce – 4,12 (2005) były rekord Meksyku
- skok o tyczce (hala) – 3,90 (2003) były rekord Meksyku